# Aeropuerto Intercontinental George Bush
El Aeropuerto Intercontinental George Bush (IATA: IAH, OACI: KIAH, FAA LID: IAH) (del inglés: George Bush Intercontinental Airport) es un aeropuerto internacional Clase B en la ciudad de Houston, Texas, Estados Unidos que sirve al área de Greater Houston. Se localiza a 32 kilómetros (20 millas) al norte del Centro de Houston entre las carreteras Interestatal 45 y la Ruta 59 (EN), el Bush Intercontinental es la segunda mayor instalación aérea de Texas  (después del Aeropuerto Internacional de Dallas-Fort Worth) cubriendo un área de 40 kilómetros cuadrados (10,000 acres). El aeropuerto cuenta con vuelos programados a destinos en los Estados Unidos y a destinos internacionales en Asia, Canadá, el Caribe, América Central, Europa, México, América del Sur, el Medio Oriente y África. El Aeropuerto Intercontinental George Bush fue nombrado por George H. W. Bush, el cuadragésimo primer Presidente de los Estados Unidos.
El Aeropuerto Intercontinental George Bush atendió a 43,176,478 pasajeros en 2008 convirtiéndolo en el octavo aeropuerto más ocupado por número de pasajeros en América del Norte. En el 2006, el aeropuerto fue nombrado el de más rápido crecimiento del top diez de los aeropuertos de Estados Unidos por el Departamento de Transporte de los Estados Unidos. Houston es una de las sedes de United Airlines y el Bush Intercontinental es el mayor centro de conexiones de United, con un promedio de 700 salidas diarias, siendo la puerta de enlace principal de Sudamérica para United.

## Terminales
El Aeropuerto Intercontinental George Bush cuenta con un total de cinco terminales que abarcan 1 kilómetro cuadrado (250 acres). Las terminales del IAH cuentan con una forma única y no son de un diseño en particular. Las renovaciones de largo plazo planean poner a las terminales en una línea horizontal (similar al Hartsfield en Atlanta).
Existen tres entradas principales hacia el área de terminales del IAH. El Boulevard JFK es la arteria principal hacia el aeropuerto y se cruza con Greens Road que se vuelve una autopista. el Parkway Will Clayton que corre de este a oeste, es otro camino principal para el IAH. El Conector Hardy Tollway corre de oeste a este conectando el Boulevard JFK con el Camino Hardy Toll.
En la Terminal A están las operaciones domésticas y de Canadá de las líneas distintas a United (incluyendo las operaciones de Air Canada Express) y todas las operaciones de United Connection, en la Terminal B están todas las operaciones domésticas (y de Canadá) de United Express, en la Terminal C están la mayoría de las operaciones domésticas (y de Canadá) de United, en la Terminal D están todas las operaciones internaciones que no son de United (incluyendo United Express) y en la Terminal E están los servicios de todas las operaciones internacionales de Continental (y también algunas operaciones de United).
- La Terminal A: Fue una de las dos terminales originales que abrieron en 1969. Como la Terminal B, originalmente contaba con cuatro módulos circulares (llamados localmente "Estaciones de vuelo") al final de los corredores radiantes en las esquinas de la terminal. Sin embargo, a finales de los 90 y principios del 2000, las Salas Sur y Norte fueron reconstruidas hacia instalaciones lineares que proporcionan un mejor funcionamiento dentro de la terminal. La terminal A cuenta con 20 puertas, con 10 puertas en la Sala Norte[9] y 10 puertas en la Sala Sur.[10]

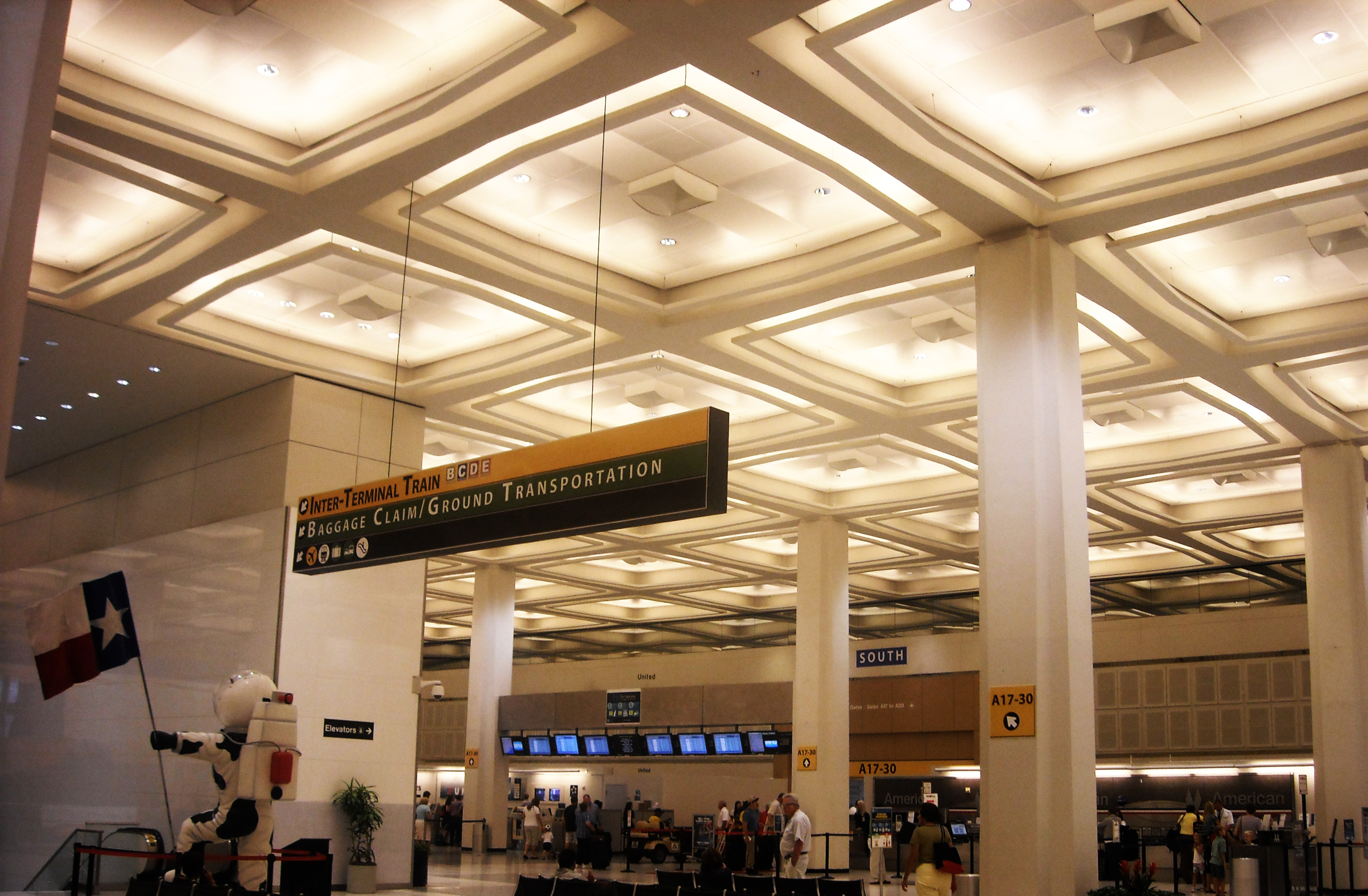
Terminal A.

- La Terminal B: Fue también una de las dos terminales originales del aeropuerto que abrió en 1969. Casi es una terminal sin alterar en su diseño original y es usada en su mayoría por aviones regionales de United Express. Por esta razón, las puertas de embarque son considerablemente más bajas en altura que muchas otras. Planes futuros prevén instalaciones lineales, similares a la Terminal A, para reemplazar las "Estaciones de Vuelo" circulares. La Terminal B cuenta con 31 puertas y 20 puertas fijas.[11]

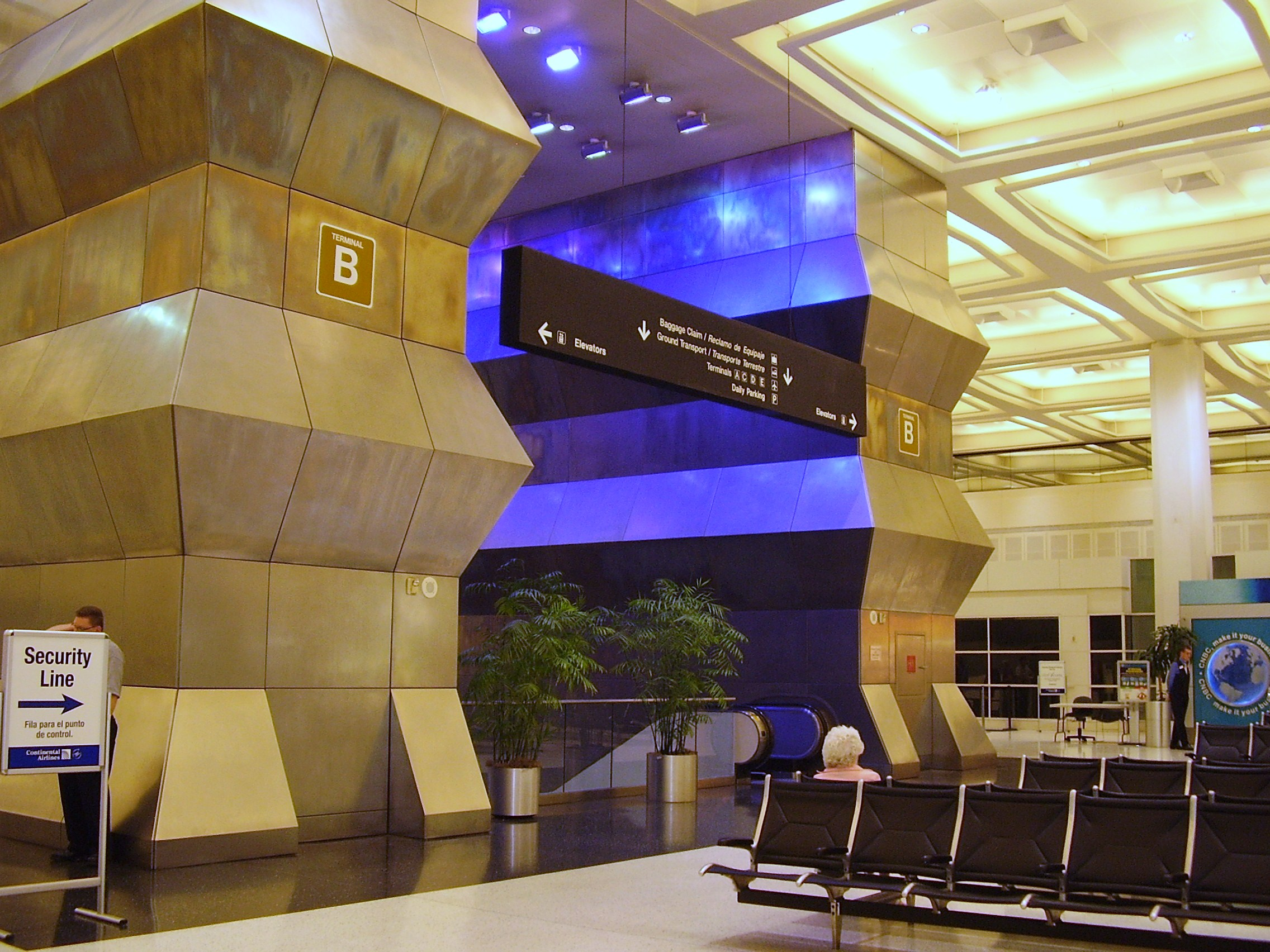
Terminal B.

- La Terminal C: También denominada "Lewis W. Cutrer", nombrada así por el entonces alcalde de Houston Lewis Wesley Cutrer,[12] fue la tercera terminal en abrir del aeropuerto siguiendo a las A y B en 1981. Sirve como principal base de las operaciones domésticas de United Airlines. La Terminal C cuenta con 31 puertas.[13] La terminal incluye la capilla de diversas creencias.[14]

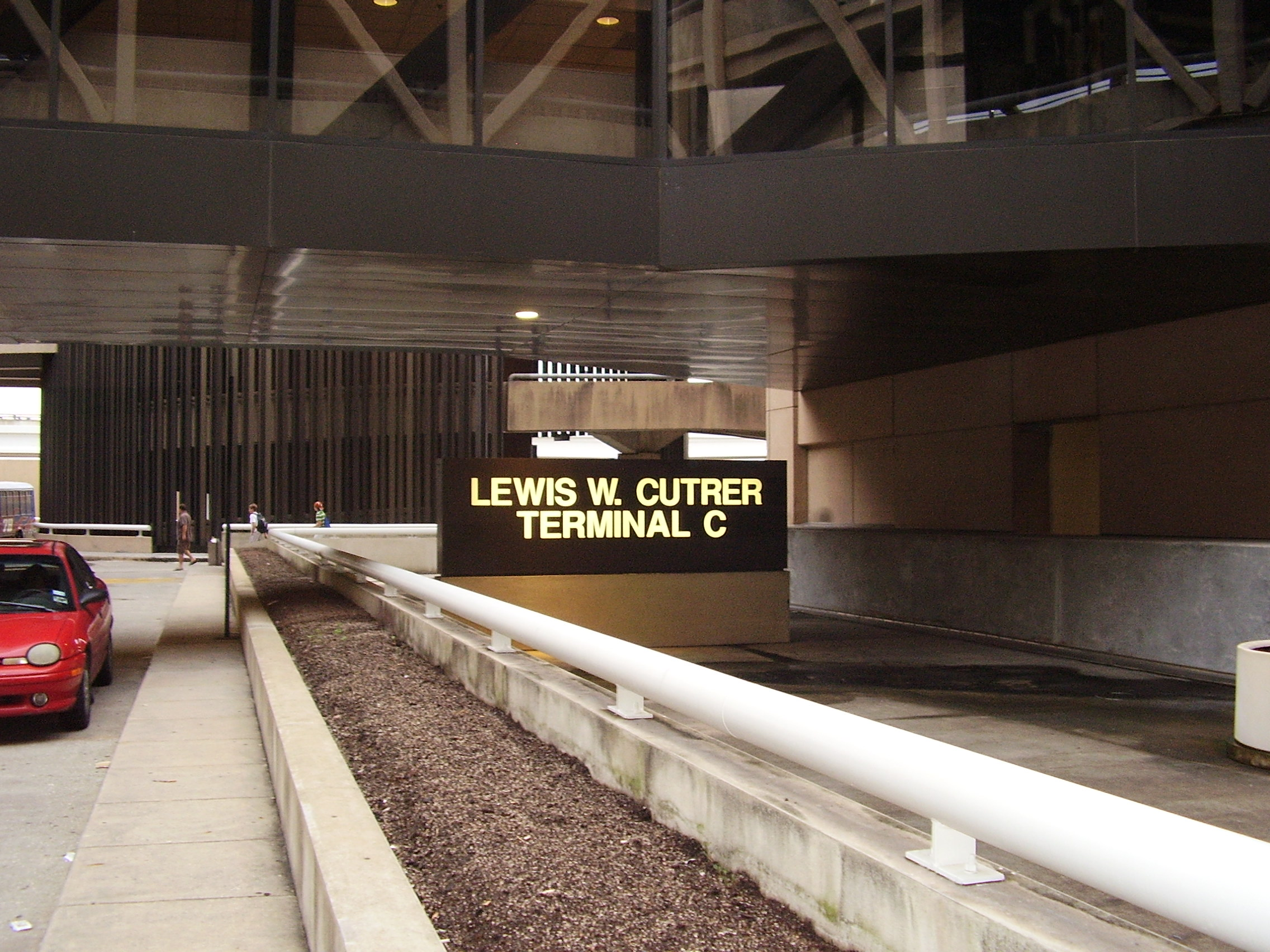
Terminal C Lewis W. Cutrer.

- La Terminal D: O llamada también "Mickey Leland" abrió en 1990 y se encargó de las operaciones internacionales de todo el aeropuerto. Originalmente la Terminal D, nombrada Terminal IAB, fue la única terminal en tener instalaciones de Inspección Federal (FIS) y Aduana. En aquel tiempo, todas las llegadas internacionales usaban esta terminal. El nombre original de la Terminal D fue Edificio de llegadas internacionales Mickey Leland. Desde la apertura de la Terminal E/FIS, la Terminal D ahora alberga todos los vuelos internacionales que no son de United, excepto por algunos vuelos internacionales de United Express. En el 2007 la autoridad del aeropuerto comenzó renovaciones en el que otras 20 ventanillas de uso común, tiendas y restaurantes de lujo y minoristas y los nuevos spa/salón de belleza del aeropuerto se añadirán en los próximos años.[15]

La Terminal D cuenta con 12 puertas y diversos salones internacionales, incluyendo el Executive de British Airways, el FIRST de British Airways, el Lufthansa Senator, el KLM Crown, Air France y un lounge ejecutivo para Singapur, Emirates, Qatar Airlines y Lufthansa.
- La Terminal E: Es la terminal más nueva del IAH y alberga las operaciones internacionales y algunas operaciones domésticas de United Airlines. La terminal abrió en dos fases. La primera fase abrió con 14 puertas y la segunda agregó 16 puertas en el 2003 para sumar un total de 30.[17]

Originalmente United usaba la terminal únicamente para vuelos nacionales, pero reubicó sus operaciones internacionales a la nueva terminal después de que el edificio de los Servicios de Inspección Federal (FIS) abrió. La terminal fue diseñana para una flexibilidad máxima, con pasarelas de acceso a aeronaves capaces de recibir a cualquier aeronave. Actualmente, todos los vuelos internacionales de United llegan a la Terminal E, mientras que toods los vuelos internacionales de United Express llegan a la Terminal D. Adicionalmente a los vuelos internacionales, los principales vuelos nacionales de United también operan desde la terminal.

### Transporte entre Terminales
Un tren sobre la tierra llamado TerminaLink conecta las Terminales B, C, D, E y al edificio de Llegadas Internacionales (IAB) para aquellos con vuelos de conexión en diferentes terminales y proporciona conexiones estériles de la zona de operaciones. Esto permite a los pasajeros viajar a través del aeropuerto sin tener que volver a pasar por seguridad. TerminaLink cuenta con tres paradas: la Terminal B, la Terminal C y las Terminales D/E incluyendo el IAB. Actualmente el aeropuerto está ampliando la línea a la Terminal A con un costo de $100 millones de dólares, con la construcción que comenzó a inicios del 2008.
El tren inter-terminales subterráneo, fuera de la zona estéril conecta las cinco terminales y el hotel del aeropuerto y puede ser accedido por todos. Este sistema se basa en la tecnología WEDway.
Adicionalmente al servicio de trenes, un servicio de autobuses es ofrecido de la Terminal A a las Terminales B y C. Esto permite a los pasajeros que necesitan viajar desde/hacia la Terminal A, acceder a otras terminales sin tener que dejar la zona estéril.

## Aerolíneas y destinos

### Pasajeros
| Aerolíneas          | Destinos |
| ------------------- | --- |
| Aeroméxico          | Ciudad de México |
| Aeroméxico Connect  | Ciudad de México, Ciudad de México–AIFA |
| Air Canada          | Montreal–Trudeau, Toronto–Pearson, Vancouver |
| Air France          | París–Charles de Gaulle |
| Air New Zealand     | Auckland |
| Alaska Airlines     | Portland (OR), Seattle/Tacoma |
| All Nippon Airways  | Tokio–Haneda |
| American Airlines   | Charlotte, Chicago-O'Hare, Dallas/Fort Worth, Filadelfia, Miami, Phoenix-Sky Harbor |
| American Eagle      | Chicago-O'Hare, Dallas/Fort Worth, Filadelfia, Los Ángeles, Miami, Phoenix-Sky Harbor, Washington–National (inicia el 3 de septiembre de 2025) |
| Avianca El Salvador | San Salvador |
| British Airways     | Londres–Heathrow |
| Delta Air Lines     | Atlanta, Detroit, Los Ángeles, Mineápolis/St. Paul, Nueva York–JFK (inicia el 8 de septiembre de 2025), Nueva York-LaGuardia, Salt Lake City |
| Emirates            | Dubái–International |
| EVA Air             | Taipéi–Taoyuan |
| Frontier Airlines   | Atlanta, Charlotte, Chicago–Midway, Chicago-O'Hare, Cincinnati, Denver, Las Vegas, Los Ángeles, Miami, Ontario, Orlando, Phoenix–Sky Harbor, Raleigh/Durham, Tampa Estacional: Cancún |
| JetBlue Airways     | Boston |
| KLM                 | Ámsterdam |
| Lufthansa           | Fráncfort |
| Qatar Airways       | Doha |
| Spirit Airlines     | Atlanta, Baltimore, Cancún, Chicago–O'Hare, Ciudad de Guatemala, Detroit, Filadelfia, Fort Lauderdale, Las Vegas, Los Ángeles, Miami, Nashville, Newark, Nueva Orleans, Nueva York-LaGuardia, Orlando, Pensacola, San Juan, San Pedro Sula, Tampa, Tegucigalpa/Comayagua |
| Turkish Airlines    | Estambul |
| United Airlines     | Albuquerque, Ámsterdam, Aruba, Atlanta, Austin, Baltimore, Bogotá, Bonaire, Boston, Buenos Aires–Ezeiza, Calgary, Cancún, Charlotte, Chicago-O'Hare, Ciudad de Belice, Ciudad de Guatemala, Ciudad de México, Ciudad de Panamá–Tocumen, Cincinnati, Cleveland, Columbus–Glenn, Cozumel, Dallas/Fort Worth, Denver, Des Moines, Detroit, Edmonton, Filadelfia, Fort Lauderdale, Fort Myers, Fráncfort, Georgetown–Cheddi Jagan, Gran Caimán, Greenville/Spartanburg, Guadalajara, Honolulu, Indianápolis, Jacksonville (FL), Kansas City, La Habana (finaliza el 1 de septiembre de 2025), Las Vegas, León/Del Bajío, Liberia (CR), Lima, Londres–Heathrow, Los Ángeles, Louisville, Managua, Medellín, Memphis, Mérida, Miami, Midland/Odessa, Mineápolis/St. Paul, Montego Bay, Monterrey, Múnich, Nashville, Nasáu, Newark, Nueva Orleans, Nueva York-LaGuardia, Omaha, Ontario, Orange County, Orlando, Pensacola, Phoenix-Sky Harbor, Pittsburgh, Portland (OR), Puerto España, Puerto Vallarta, Punta Cana, Querétaro, Quito, Raleigh/Durham, Río de Janeiro–Galeão, Roatán, Sacramento, Salt Lake City, San Antonio, San Diego, San Francisco, San José (CR), San José del Cabo, San Juan, San Luis (MO), San Pedro Sula, San Salvador, São Paulo–Guarulhos, Santo Tomás, Seattle/Tacoma, Tampa, Tegucigalpa/Comayagua, Tokio–Narita, Toronto-Pearson, Tucson, Tulsa, Tulum, Veracruz, Washington-Dulles, Washington–National Estacional: Anchorage, Bozeman, Charleston (SC), Eagle/Vail, Glacier Park/Kalispell, Jackson Hole, McAllen, Montrose (inicia el 20 de diciembre de 2025), Oklahoma City, Palm Springs, Providenciales, Reno/Tahoe, San José (CA), San Luis Potosí, Santiago de Chile, Sídney, Tampico, Vancouver, West Palm Beach, Wichita (reinicia el 25 de septiembre de 2025) |
| United Express      | Aguascalientes, Albuquerque, Amarillo, Atlanta, Austin, Baltimore, Baton Rouge, Birmingham (AL), Brownsville/South Padre Island, Charleston (SC), Charlotte, Cincinnati, Colorado Springs, Columbus–Glenn, Corpus Christi, Dallas/Fort Worth, Des Moines, Detroit, El Paso, Fayetteville, Filadelfia, Grand Rapids, Greenville/Spartanburg, Guadalajara, Gulfport/Biloxi, Harlingen, Hattiesburg/Laurel (MS), Hobbs, Huntsville, Indianápolis, Ixtapa-Zihuatanejo, Jackson (MS), Jacksonville (FL), Kansas City, Knoxville, Lafayette, Lake Charles, Laredo, León/Del Bajío, Little Rock, Louisville, Lubbock, Manzanillo, McAllen, Memphis, Meridian (MS), Midland/Odessa, Milwaukee, Mineápolis/St. Paul, Mobile–Regional, Monterrey, Morelia, Nashville, Norfolk, Oaxaca, Oklahoma City, Omaha, Panama City (FL), Pensacola, Pittsburgh, Puebla, Puerto Escondido, Querétaro, Raleigh/Durham, Richmond, Salina, Salt Lake City, San Antonio, San Luis (MO), San Luis Potosí, Savannah, Shreveport, Springfield/Branson, Tampico, Tepic (inicia el 20 de diciembre de 2025), Tucson, Tulsa, Victoria (TX), Wichita Estacional: Acapulco, Aspen, Cayo Hueso, Cleveland, Durango (CO), Gunnison/Crested Butte, Hayden/Steamboat Springs, Mazatlán, Montrose, Palm Springs, Portland (ME), Santa Fe, Sarasota, Traverse City |
| Viva                | Ciudad de México, Ciudad de México–AIFA (inicia el 20 de noviembre de 2025), León/Del Bajío, Monterrey Estacional: Guadalajara, Querétaro |
| Volaris             | Ciudad de México, Guadalajara, Morelia, San Luis Potosí |
| Volaris El Salvador | San Salvador |
| WestJet             | Calgary |
| ZIPAIR              | Tokio–Narita |

### Carga

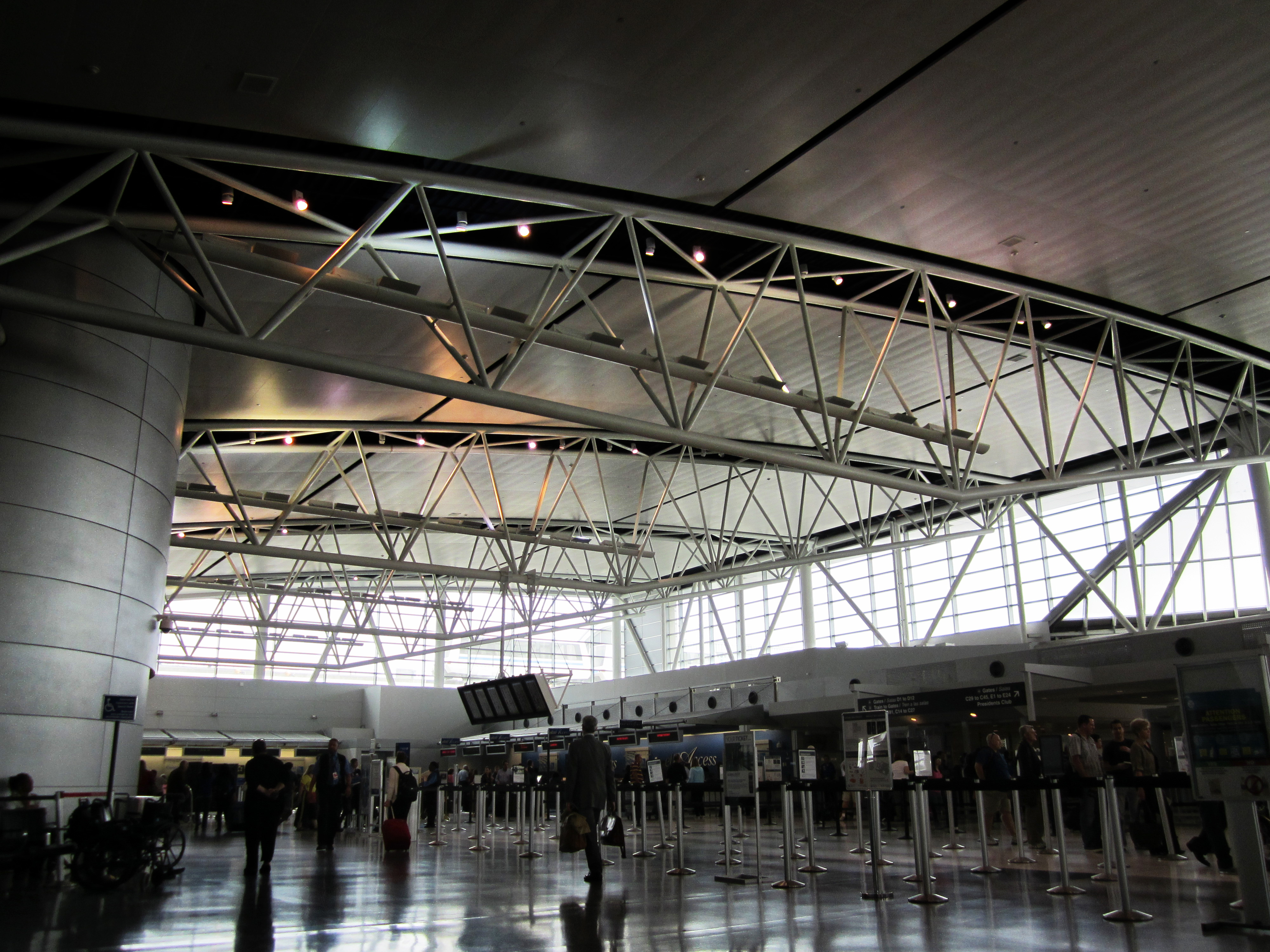
Terminal E.

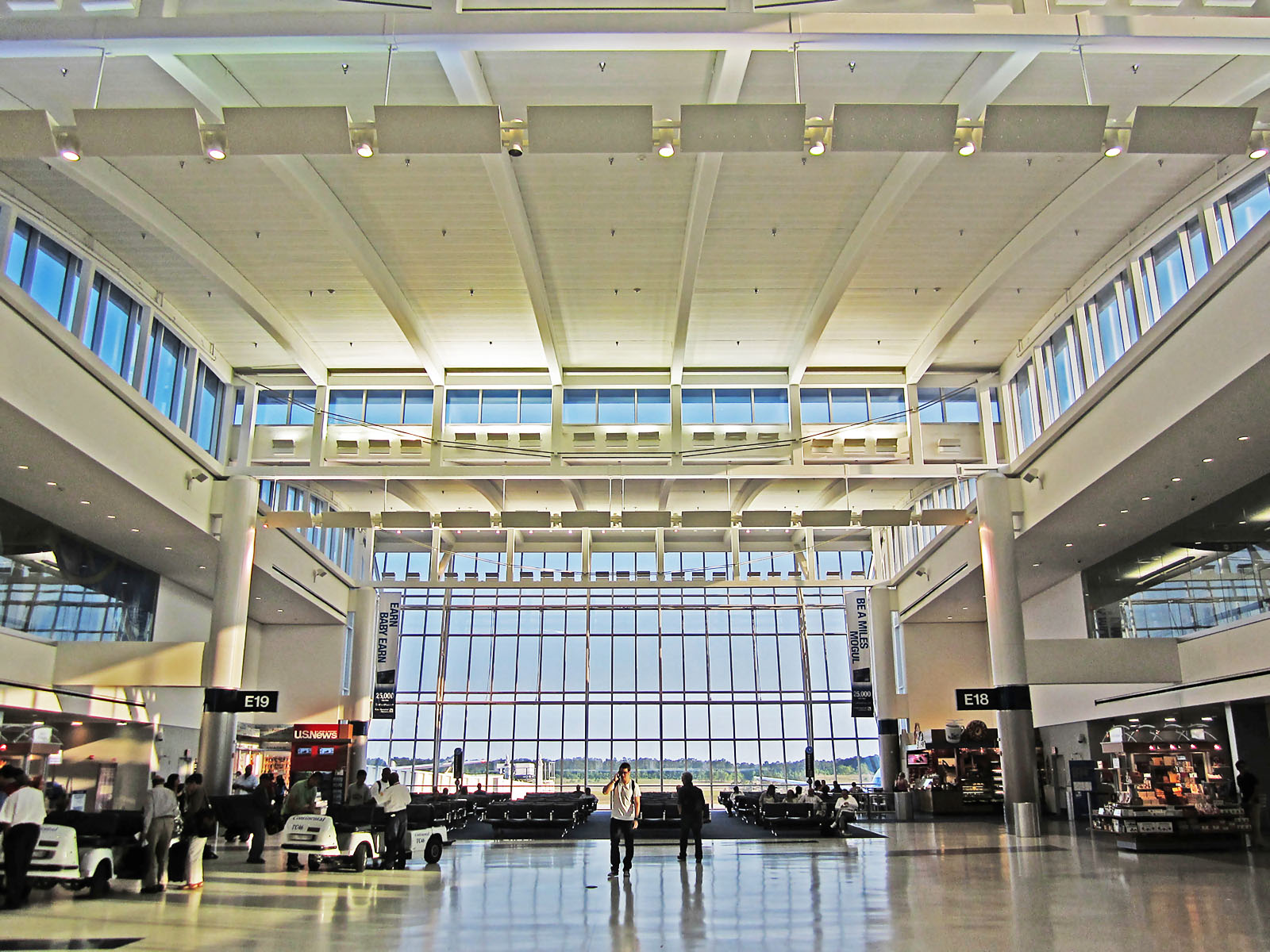
Terminal E.

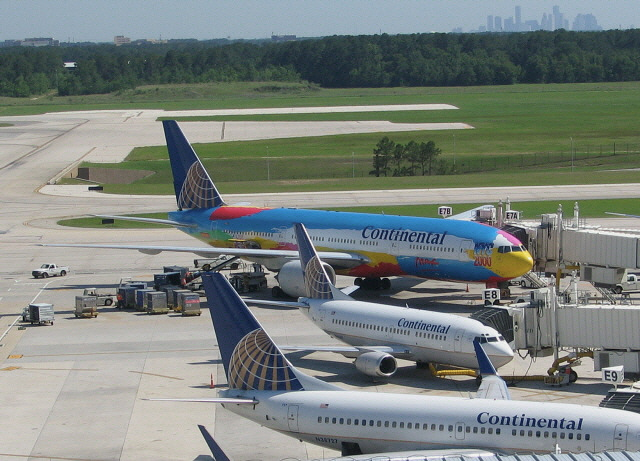
Boeing 777 de Continental Airlines llamado "Peter Max". El centro de Houston es visible al fondo.

| Aerolíneas              | Destinos |
| ----------------------- | --- |
| Aerologic               | Fráncfort, Toronto-Pearson |
| Air France Cargo        | Ciudad de México–AIFA, París–Charles de Gaulle                                                                                           |
| Amazon Air              | Baltimore, Cincinnati, Miami, Portland (OR), Riverside/March Air Base                                                                    |
| Ameristar Air Cargo     | Laredo, Mineápolis/St. Paul |
| Atlas Air               | Anchorage, Atlanta, Chicago–Rockford, Cincinnati, Ciudad de México–AIFA, Denver, Detroit, Lakeland, Louisville, Montgomery, Seúl–Incheon |
| Baron Aviation Services | College Station |
| CAL Cargo Air Lines     | Atlanta, Lieja |
| Cargolux                | Atlanta, Ciudad de México–AIFA, Dallas/Fort Worth, Glasgow–Prestwick, Guadalajara, Luxemburgo, Miami, Nueva York–JFK                     |
| Cathay Pacific Cargo    | Anchorage, Dallas/Fort Worth, Hong Kong, Miami                                                                                           |
| China Airlines Cargo    | Anchorage, Chicago–O'Hare, Miami |
| DHL Aviation            | Cincinnati, Huntsville, Nueva Orleans |
| Emirates SkyCargo       | Ámsterdam, Bruselas, Ciudad de México–AIFA, Copenhague, Dubái–Al Maktoum, Zaragoza                                                       |
| FedEx Express           | El Paso, Fort Worth/Alliance, Indianápolis, Memphis, Nueva Orleans                                                                       |
| Kalitta Air             | Miami |
| Lufthansa Cargo         | Fráncfort, Toronto-Pearson |
| Martinaire              | Addison, San Antonio |
| Qatar Airways Cargo     | Ciudad de México–AIFA, Doha, Lieja, Luxemburgo, Macao                                                                                    |
| Turkish Airlines Cargo  | Estambul, Madrid, Miami |
| UPS Airlines            | Austin, Chicago/Rockford, Dallas/Fort Worth, Louisville, Ontario, San Antonio                                                            |

### Destinos internacionales
Se ofrece servicio a 73 destinos internacionales (4 estacionales), a cargo de 25 aerolíneas.
| Ciudades por país                                             | Nombre del aeropuerto                                  | Aerolíneas                                                         |              |              |              |
| Norteamérica                                                  | Norteamérica                                           | Norteamérica                                                       | Norteamérica | Norteamérica | Norteamérica |
| ------------------------------------------------------------- | ------------------------------------------------------ | ------------------------------------------------------------------ | ------------ | ------------ | ------------ |
| Canadá                                                        |                                                        |                                                                    |              |              |              |
| Calgary                                                       | Aeropuerto Internacional de Calgary                    | United Airlines / WestJet                                          |              |              |              |
| Edmonton                                                      | Aeropuerto Internacional de Edmonton                   | United Airlines                                                    |              |              |              |
| Montreal                                                      | Aeropuerto Internacional Pierre Elliott Trudeau        | Air Canada                                                         |              |              |              |
| Toronto                                                       | Aeropuerto Internacional Toronto Pearson               | Air Canada / United Airlines                                       |              |              |              |
| Vancouver                                                     | Aeropuerto Internacional de Vancouver                  | Air Canada / United Airlines (Estacional)                          |              |              |              |
| México                                                        |                                                        |                                                                    |              |              |              |
| Acapulco                                                      | Aeropuerto Internacional de Acapulco                   | United Express (Estacional)                                        |              |              |              |
| Aguascalientes                                                | Aeropuerto Internacional de Aguascalientes             | United Express                                                     |              |              |              |
| Cancún                                                        | Aeropuerto Internacional de Cancún                     | Frontier Airlines (Estacional) / Spirit Airlines / United Airlines |              |              |              |
| Ciudad de México                                              | Aeropuerto Internacional de la Ciudad de México        | Aeroméxico / Aeroméxico Connect / United Airlines / Viva / Volaris |              |              |              |
| Ciudad de México                                              | Aeropuerto Internacional Felipe Ángeles                | Aeroméxico Connect / Viva (inicia el 20 de noviembre de 2025)      |              |              |              |
| Cozumel                                                       | Aeropuerto Internacional de Cozumel                    | United Airlines                                                    |              |              |              |
| Guadalajara                                                   | Aeropuerto Internacional de Guadalajara                | United Express / Viva (Estacional) / Volaris                       |              |              |              |
| Ixtapa Zihuatanejo                                            | Aeropuerto Internacional de Ixtapa-Zihuatanejo         | United Express                                                     |              |              |              |
| León                                                          | Aeropuerto Internacional del Bajío                     | United Airlines / United Express / Viva                            |              |              |              |
| Manzanillo                                                    | Aeropuerto Internacional de Manzanillo                 | United Express                                                     |              |              |              |
| Mazatlán                                                      | Aeropuerto Internacional General Rafael Buelna         | United Express (Estacional)                                        |              |              |              |
| Mérida                                                        | Aeropuerto Internacional de Mérida                     | United Airlines                                                    |              |              |              |
| Monterrey                                                     | Aeropuerto Internacional de Monterrey                  | United Airlines / United Express / Viva                            |              |              |              |
| Morelia                                                       | Aeropuerto Internacional General Francisco J. Múgica   | United Express / Volaris                                           |              |              |              |
| Oaxaca                                                        | Aeropuerto Internacional Xoxocotlán                    | United Express                                                     |              |              |              |
| Puebla                                                        | Aeropuerto Internacional de Puebla                     | United Express                                                     |              |              |              |
| Puerto Escondido                                              | Aeropuerto Internacional de Puerto Escondido           | United Express                                                     |              |              |              |
| Puerto Vallarta                                               | Aeropuerto Internacional de Puerto Vallarta            | United Airlines                                                    |              |              |              |
| Querétaro                                                     | Aeropuerto Intercontinental de Querétaro               | United Airlines / United Express / Viva (Estacional)               |              |              |              |
| San Luis Potosí                                               | Aeropuerto Internacional de San Luis Potosí            | United Airlines (Estacional) / United Express / Volaris            |              |              |              |
| San José del Cabo                                             | Aeropuerto Internacional de Los Cabos                  | United Airlines                                                    |              |              |              |
| Tampico                                                       | Aeropuerto Internacional de Tampico                    | United Airlines (Estacional) / United Express                      |              |              |              |
| Tepic                                                         | Aeropuerto Internacional Amado Nervo                   | United Express (inicia el 20 de diciembre de 2025)                 |              |              |              |
| Tulum                                                         | Aeropuerto Internacional de Tulum                      | United Airlines                                                    |              |              |              |
| Veracruz                                                      | Aeropuerto Internacional General Heriberto Jara        | United Airlines                                                    |              |              |              |
| Centroamérica y El Caribe                                     |                                                        |                                                                    |              |              |              |
| Aruba                                                         |                                                        |                                                                    |              |              |              |
| Oranjestad                                                    | Aeropuerto Internacional Reina Beatrix                 | United Airlines                                                    |              |              |              |
| Bonaire                                                       |                                                        |                                                                    |              |              |              |
| Kralendijk                                                    | Aeropuerto Internacional Flamingo                      | United Airlines                                                    |              |              |              |
| Bahamas                                                       |                                                        |                                                                    |              |              |              |
| Nasáu                                                         | Aeropuerto Internacional Lynden Pindling               | Bahamasair / United Airlines                                       |              |              |              |
| Belice                                                        |                                                        |                                                                    |              |              |              |
| Ciudad de Belice                                              | Aeropuerto Internacional Philip S. W. Goldson          | United Airlines                                                    |              |              |              |
| Costa Rica                                                    |                                                        |                                                                    |              |              |              |
| Liberia                                                       | Aeropuerto de Guanacaste                               | United Airlines                                                    |              |              |              |
| San José                                                      | Aeropuerto Internacional Juan Santamaría               | United Airlines                                                    |              |              |              |
| Cuba                                                          |                                                        |                                                                    |              |              |              |
| La Habana                                                     | Aeropuerto Internacional José Martí                    | United Airlines (finaliza el 1 de septiembre de 2025)              |              |              |              |
| Guatemala                                                     |                                                        |                                                                    |              |              |              |
| Ciudad de Guatemala                                           | Aeropuerto Internacional La Aurora                     | Spirit Airlines / United Airlines                                  |              |              |              |
| Honduras                                                      |                                                        |                                                                    |              |              |              |
| Tegucigalpa                                                   | Aeropuerto Internacional de Comayagua                  | Spirit Airlines / United Airlines                                  |              |              |              |
| Roatán                                                        | Aeropuerto Internacional Juan Manuel Gálvez            | United Airlines                                                    |              |              |              |
| San Pedro Sula                                                | Aeropuerto Internacional Ramón Villeda Morales         | Spirit Airlines / United Airlines                                  |              |              |              |
| El Salvador                                                   |                                                        |                                                                    |              |              |              |
| San Salvador                                                  | Aeropuerto Internacional de El Salvador                | Avianca El Salvador / United Airlines / Volaris El Salvador        |              |              |              |
| Islas Caimán                                                  |                                                        |                                                                    |              |              |              |
| Gran Caimán                                                   | Aeropuerto Internacional Owen Roberts                  | United Airlines                                                    |              |              |              |
| Islas Turcas y Caicos                                         |                                                        |                                                                    |              |              |              |
| Providenciales                                                | Aeropuerto Internacional de Providenciales             | United Airlines (Estacional)                                       |              |              |              |
| Islas Vírgenes de los Estados Unidos                          |                                                        |                                                                    |              |              |              |
| Santo Tomás                                                   | Aeropuerto Internacional Cyril E. King                 | United Airlines                                                    |              |              |              |
| Jamaica                                                       |                                                        |                                                                    |              |              |              |
| Montego Bay                                                   | Aeropuerto Internacional Sir Donald Sangster           | United Airlines                                                    |              |              |              |
| Nicaragua                                                     |                                                        |                                                                    |              |              |              |
| Managua                                                       | Aeropuerto Internacional Augusto C. Sandino            | United Airlines                                                    |              |              |              |
| Panamá                                                        |                                                        |                                                                    |              |              |              |
| Panamá                                                        | Aeropuerto Internacional de Tocumen                    | United Airlines                                                    |              |              |              |
| Puerto Rico                                                   |                                                        |                                                                    |              |              |              |
| San Juan                                                      | Aeropuerto Internacional Luis Muñoz Marín              | Spirit Airlines / United Airlines                                  |              |              |              |
| República Dominicana                                          |                                                        |                                                                    |              |              |              |
| Punta Cana                                                    | Aeropuerto Internacional de Punta Cana                 | United Airlines                                                    |              |              |              |
| Trinidad y Tobago                                             |                                                        |                                                                    |              |              |              |
| Puerto España                                                 | Aeropuerto Internacional de Piarco                     | United Airlines                                                    |              |              |              |
| Sudamérica                                                    |                                                        |                                                                    |              |              |              |
| Argentina                                                     |                                                        |                                                                    |              |              |              |
| Buenos Aires                                                  | Aeropuerto Internacional Ministro Pistarini            | United Airlines                                                    |              |              |              |
| Brasil                                                        |                                                        |                                                                    |              |              |              |
| Río de Janeiro                                                | Aeropuerto Internacional de Galeão                     | United Airlines                                                    |              |              |              |
| São Paulo                                                     | Aeropuerto Internacional de São Paulo-Guarulhos        | United Airlines                                                    |              |              |              |
| Chile                                                         |                                                        |                                                                    |              |              |              |
| Santiago de Chile                                             | Aeropuerto Internacional Arturo Merino Benítez         | United Airlines (Estacional)                                       |              |              |              |
| Colombia                                                      |                                                        |                                                                    |              |              |              |
| Bogotá                                                        | Aeropuerto Internacional El Dorado                     | United Airlines                                                    |              |              |              |
| Medellín                                                      | Aeropuerto Internacional José María Córdova            | United Airlines                                                    |              |              |              |
| Ecuador                                                       |                                                        |                                                                    |              |              |              |
| Quito                                                         | Aeropuerto Internacional Mariscal Sucre                | United Airlines                                                    |              |              |              |
| Guyana                                                        |                                                        |                                                                    |              |              |              |
| Georgetown                                                    | Aeropuerto Internacional Cheddi Jagan                  | United Airlines                                                    |              |              |              |
| Perú                                                          |                                                        |                                                                    |              |              |              |
| Lima                                                          | Aeropuerto Internacional Jorge Chávez                  | United Airlines                                                    |              |              |              |
| Asia                                                          |                                                        |                                                                    |              |              |              |
| Catar                                                         |                                                        |                                                                    |              |              |              |
| Doha                                                          | Aeropuerto Internacional Hamad                         | Qatar Airways                                                      |              |              |              |
| EAU                                                           |                                                        |                                                                    |              |              |              |
| Dubái                                                         | Aeropuerto Internacional de Dubái                      | Emirates                                                           |              |              |              |
| Japón                                                         |                                                        |                                                                    |              |              |              |
| Tokio                                                         | Aeropuerto Internacional de Narita                     | United Airlines / ZIPAIR                                           |              |              |              |
| Tokio                                                         | Aeropuerto Internacional de Haneda                     | All Nippon Airways                                                 |              |              |              |
| Taiwán                                                        |                                                        |                                                                    |              |              |              |
| Taipéi                                                        | Aeropuerto Internacional de Taiwán Taoyuan             | EVA Air                                                            |              |              |              |
| Europa                                                        |                                                        |                                                                    |              |              |              |
| Alemania                                                      |                                                        |                                                                    |              |              |              |
| Fráncfort                                                     | Aeropuerto de Fráncfort del Meno                       | Lufthansa / United Airlines                                        |              |              |              |
| Múnich                                                        | Aeropuerto Internacional de Múnich-Franz Josef Strauss | United Airlines                                                    |              |              |              |
| Francia                                                       |                                                        |                                                                    |              |              |              |
| París                                                         | Aeropuerto de París-Charles de Gaulle                  | Air France                                                         |              |              |              |
| Países Bajos                                                  |                                                        |                                                                    |              |              |              |
| Ámsterdam                                                     | Aeropuerto de Ámsterdam-Schiphol                       | KLM / United Airlines                                              |              |              |              |
| Reino Unido                                                   |                                                        |                                                                    |              |              |              |
| Londres                                                       | Aeropuerto de Londres-Heathrow                         | British Airways / United Airlines                                  |              |              |              |
| Turquía                                                       |                                                        |                                                                    |              |              |              |
| Estambul                                                      | Aeropuerto de Estambul                                 | Turkish Airlines                                                   |              |              |              |
| Oceanía                                                       |                                                        |                                                                    |              |              |              |
| Australia                                                     |                                                        |                                                                    |              |              |              |
| Sídney                                                        | Aeropuerto Internacional Kingsford Smith               | United Airlines (Estacional)                                       |              |              |              |
| Nueva Zelanda                                                 |                                                        |                                                                    |              |              |              |
| Auckland                                                      | Aeropuerto Internacional de Auckland                   | Air New Zealand                                                    |              |              |              |
| Total: 73 destinos (4 estacionales), 38 países, 25 aerolíneas |                                                        |                                                                    |              |              |              |

## Estadísticas

### Rutas más transitadas

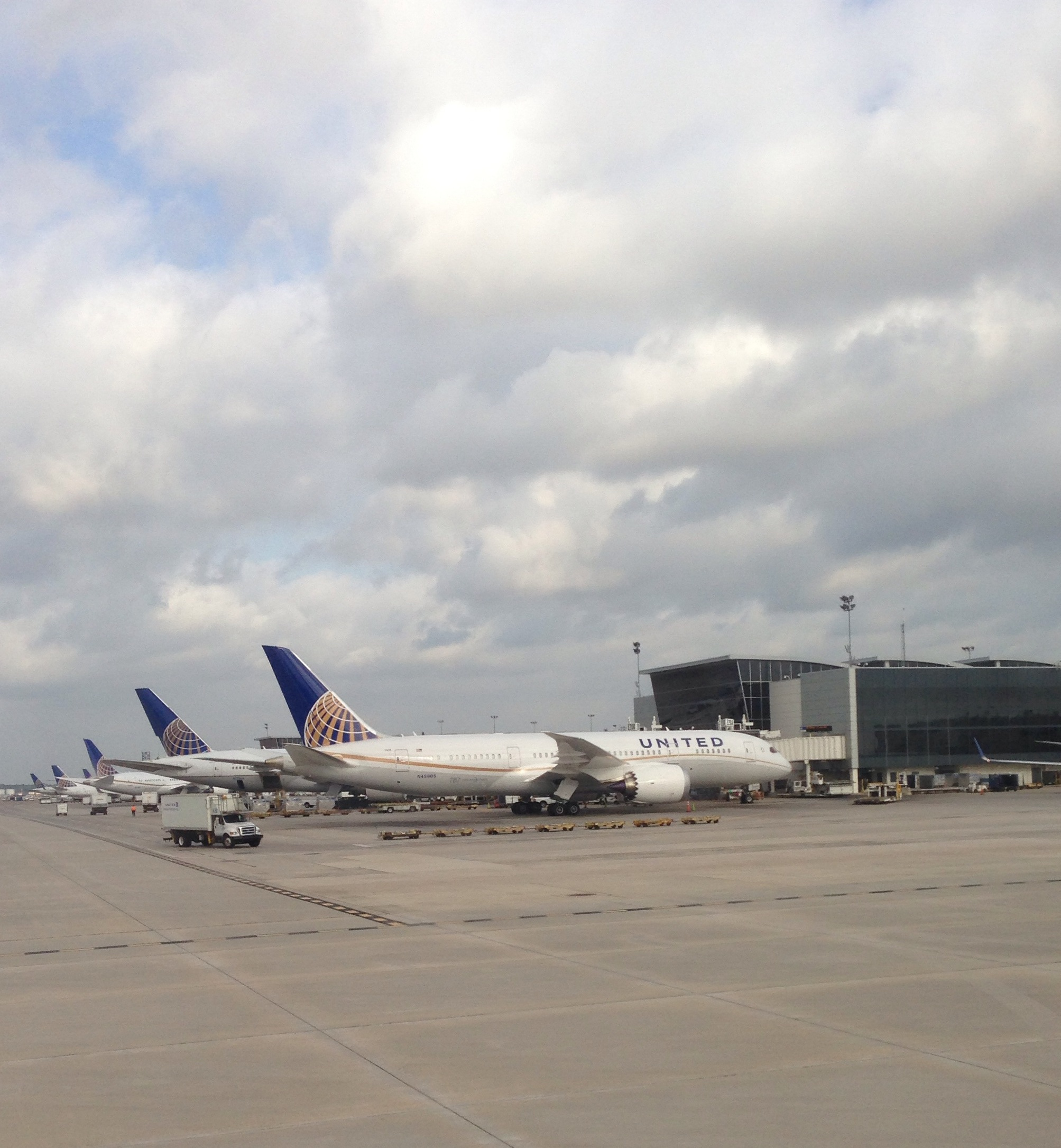
Un Boeing 787-8 de United Airlines estacionado en la Terminal E.

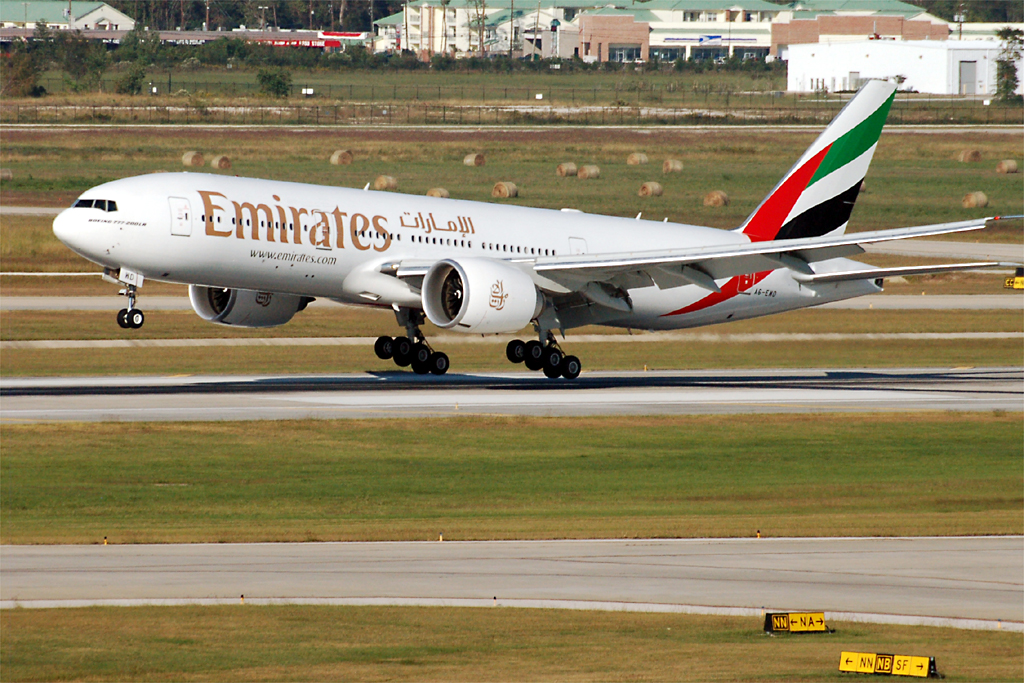
Un Boeing 777-200LR de Emirates aterrizando.

| Número | Ciudad                    | Pasajeros | Aerolínea                                                                                            |
| ------ | ------------------------- | --------- | --- |
| 1      | Denver, Colorado          | 833,000   | Frontier Airlines, Spirit Airlines, United Airlines                                                  |
| 2      | Chicago, Illinois         | 799,000   | American Airlines, American Eagle, Spirit Airlines, United Airlines                                  |
| 3      | Los Ángeles, California   | 794,000   | American Airlines, American Eagle, Spirit Airlines, United Airlines                                  |
| 4      | Dallas, Texas             | 693,000   | American Airlines, American Eagle, United Airlines, United Express                                   |
| 5      | Atlanta, Georgia          | 684,000   | Delta Air Lines, Spirit Airlines, United Express                                                     |
| 6      | Las Vegas, Nevada         | 616,000   | Frontier Airlines, Spirit Airlines, United Airlines                                                  |
| 7      | Newark, Nueva Jersey      | 591,000   | Spirit Airlines, United Airlines                                                                     |
| 8      | Orlando, Florida          | 565,000   | Frontier Airlines, Spirit Airlines, United Airlines                                                  |
| 9      | San Francisco, California | 546,000   | United Airlines                                                                                      |
| 10     | Nueva York, Nueva York    | 492,000   | American Airlines, American Eagle, Delta Air Lines, Spirit Airlines, United Airlines, United Express |

| Número | Ciudad                         | Pasajeros | Aerolínea                                                                  |
| ------ | ------------------------------ | --------- | -------------------------------------------------------------------------- |
| 1      | Ciudad de México, México       | 854,157   | Aeroméxico, Aeroméxico Connect, United Airlines, Viva, Volaris             |
| 2      | Cancún, México                 | 727,538   | Frontier Airlines, Spirit Airlines, United Airlines                        |
| 3      | San Salvador, El Salvador      | 564,855   | Avianca El Salvador, Spirit Airlines, United Airlines, Volaris El Salvador |
| 4      | Londres, Reino Unido           | 520,122   | British Airways, United Airlines                                           |
| 5      | Monterrey, México              | 432,670   | United Airlines, United Express, Viva                                      |
| 6      | Fráncfort, Alemania            | 362,086   | Lufthansa, United Airlines                                                 |
| 7      | Guadalajara, México            | 360,580   | United Airlines, United Express, Viva, Volaris                             |
| 8      | Ciudad de Guatemala, Guatemala | 349,930   | Spirit Airlines, United Airlines                                           |
| 9      | San José, Costa Rica           | 337,279   | Spirit Airlines, United Airlines                                           |
| 10     | Toronto, Canadá                | 325,865   | Air Canada, United Airlines                                                |

### Tráfico anual
| Año  | Pasajeros  | % Cambio | Año  | Pasajeros  | % Cambio | Año  | Pasajeros  | % Cambio |
| ---- | ---------- | -------- | ---- | ---------- | -------- | ---- | ---------- | -------- |
| 2002 | 33,913,759 | —        | 2012 | 39,890,756 | 00.7%    | 2022 | 40,979,422 | 021.7%   |
| 2003 | 34,208,217 | 00.9%    | 2013 | 39,799,414 | 00.2%    | 2023 | 46,192,499 | 012.7%   |
| 2004 | 36,513,098 | 06.7%    | 2014 | 41,257,384 | 03.7%    | 2024 | 48,448,545 | 04.9%    |
| 2005 | 39,716,583 | 08.8%    | 2015 | 43,023,224 | 04.3%    |      |            |          |
| 2006 | 42,550,432 | 07.1%    | 2016 | 41,692,372 | 03.1%    |      |            |          |
| 2007 | 42,998,040 | 01.1%    | 2017 | 40,372,190 | 02.3%    |      |            |          |
| 2008 | 41,708,580 | 03.0%    | 2018 | 43,807,720 | 07.6%    |      |            |          |
| 2009 | 40,007,354 | 04.1%    | 2019 | 45,276,595 | 03.4%    |      |            |          |
| 2010 | 40,479,569 | 01.2%    | 2020 | 18,217,426 | 059.8%   |      |            |          |
| 2011 | 40,187,442 | 00.7%    | 2021 | 33,677,118 | 084.9%   |      |            |          |

## Aeropuertos cercanos
Los aeropuertos más cercanos son:
- Aeropuerto William P. Hobby (38km)
- Aeropuerto Easterwood (119km)
- Aeropuerto Regional de Southeast Texas (127km)
- Aeropuerto Regional de Victoria (197km)
- Aeropuerto Regional de Lake Charles (204km)